# Psechrus huberi
Espèce
Psechrus huberi est une espèce d'araignées aranéomorphes de la famille des Psechridae.

## Distribution
Cette espèce est endémique de Luçon aux Philippines,.

## Description
La carapace de la femelle holotype mesure 8,5 mm de long sur 5,9 mm de large et l'abdomen 12,1 mm de long sur 4,9 mm de large.

## Étymologie
Cette espèce est nommée en l'honneur de Siegfried Huber.

## Publication originale
- Bayer, 2014 : Seven new species of Psechrus and additional taxonomic contributions to the knowledge of the spider family Psechridae (Araneae). Zootaxa, no 3826(1), p. 1-54.